# Tuğba Tekkal
Tuğba Tekkal (* 5. März 1985 in Hannover) ist eine ehemalige deutsche Profi-Fußballspielerin, Sozialunternehmerin und Gründerin.

## Leben
Tekkals Eltern waren in den 1970er-Jahren als Einwanderer aus der Osttürkei nach Deutschland gekommen. In ihrer Heimat waren sie als Kurden und Teil der jesidischen Glaubensgemeinschaft verfolgt worden. In der neuen Heimat arbeitete ihr Vater als Fliesenleger, ihre Mutter war Hausfrau. Tekkal ist eines von elf Geschwistern, darunter die Autorin Düzen Tekkal.
Sie wuchs im hannoverschen Arbeiterstadtteil Linden in einer Vierzimmerwohnung auf, die sie sich mit ihren zehn Geschwistern teilte. Das Wohnzimmer der Familie diente häufig als Treffpunkt politisch aktiver Jesiden, wobei ihr Vater Geflüchteten Unterkunft bot und sich für die Anerkennung der Religionsgemeinschaft als politisch verfolgt einsetzte.
Tekkal begann schon früh mit dem Fußballspielen, erst auf dem Bolzplatz, später im Verein. Ihren Eltern verheimlichte sie lange ihre Leidenschaft zum Ballsport. Mit der Unterstützung ihrer Geschwister schaffte sie es dann aber doch, die Eltern von ihrem Hobby zu überzeugen.
Heute lebt Tekkal in Köln und Berlin und setzt sich mit ihrer Arbeit für das Empowerment von Frauen und die Werte des freiheitlich-demokratischen Grundgesetzes ein. Sie hält regelmäßig Vorträge über ihre Rolle als Frau, Sportlerin und Deutsche mit Migrationshintergrund.

## Karriere
Tekkal spielte von 2002 bis Dezember 2007 für den TSV Havelse und von Januar bis Juni 2008 beim HSV II. Im Jahr 2007 wechselte sie in die Bundesliga zum Hamburger SV. Beim HSV bestritt sie 21 Spiele, in welchen ihr drei Tore gelangen. Die zu diesem Zeitpunkt 20-Jährige war nach einem erfolgreichen Probetraining verpflichtet worden und konnte erst nach längerer Überzeugungsarbeit gegenüber ihren zunächst skeptischen Eltern nach Hamburg ziehen. In der 2. Bundesliga erhielt sie beim HSV lediglich eine monatliche Aufwandsentschädigung von rund 175 Euro und finanzierte ihren Lebensunterhalt durch einen Nebenjob in einem Fitnessstudio.
Zur Saison 2009/10 wechselte Tekkal in die 2. Bundesliga zum 1. FC Köln. Am Ende der Saison 2010/11 verließ sie den Verein und wollte ihre sportliche Karriere wegen ihrer beruflichen Karriere als Sport- und Fitnesskauffrau beenden, kehrte aber in der Winterpause 2011/12 zum Verein zurück. Nach zwei Vizemeisterschaften 2012/13 und 2013/14 gelang ihr mit der Mannschaft 2014/15 als ungeschlagener Meister der 2. Bundesliga Süd der Aufstieg in die Bundesliga.
Im Jahr 2017 entschied sich Tekkal zur Beendigung ihrer fußballerischen Karriere. Ausschlaggebend war eine Knöchelverletzung, deren langwierige Reha sie nicht mit ihrem wachsenden menschenrechtlichen Engagement vereinbaren konnte.
Im Juli 2025 gab Tekkal ihre Kandidatur für das Präsidium des 1. FC Köln bekannt, um gemeinsam mit Carsten Wettich und Wilke Stroman progressive und inklusive Vereinswerte zu stärken.

## Soziales Engagement

### Menschenrechtsorganisation HÁWAR.help e. V.
2015 gründete Tuğba Tekkal zusammen mit drei Schwestern, darunter die Journalistin Düzen Tekkal, den gemeinnützigen Verein für humanitäre Hilfe Háwar.help e. V. Gegründet wurde der Verein, um auf das genozidäre Vorgehen des IS und die Menschenrechtsverletzungen aufmerksam zu machen, die die jesidische Glaubensgemeinschaft im Irak und in Syrien erleiden musste. Mittlerweile ist daraus eine Organisation erwachsen, die Menschenrechte in den Krisenregionen, aber auch in Deutschland stärkt – und sich insbesondere für die Rechte von Mädchen einsetzt, ganz egal ob sie jesidischen, muslimischen oder christlichen Glaubens sind. Der Verein verfolgt damit das Ziel, die demokratische, offene Gesellschaft zu stärken.
Der Verein betreibt mehrere Projekte. Dazu gehört das Mädchen-Fußball-Projekt SCORING GIRLS* sowie das Frauen-Empowerment-Zentrum Back to Life, das psychosoziale Betreuung, Alphabetisierungs- und Handwerkskurse sowie Bildungsworkshops zu Themen wie Frauenrechte und Unternehmertum für Frauen und Kinder aus IS-Kriegsgefangenschaft im Irak und in Deutschland bietet.  
2021 übernahm Annalena Baerbock die Schirmherrschaft des Projekts Back to Life.
Ein weiteres Projekt des Vereins ist das Projekt School Talks, das Dialoge an deutschen Schulen über Menschenrechte, Marginalisierung und entwicklungspolitische Zusammenhänge, sowie Sensibilisierung und politisches Engagement ermöglicht. In diesem Rahmen tritt Tekkal mit Schulklassen in einen offenen Dialog. Außerdem leitet sie Capacity Building Workshops und stärkt somit die Kompetenzen der jungen Menschen.

### Mädchen-Empowerment-Projekt SCORING GIRLS*
Im Jahr 2016 initiierte Tekkal im Rahmen von HÁWAR.help das Empowerment-Projekt SCORING GIRLS*, das Mädchen und jungen Frauen aus zugewanderten oder sozio-ökonomisch schlechter gestellten Familien kostenloses Fußballtraining und werteorientierte Bildung ermöglicht.
Die Mädchen und jungen Frauen bekommen unabhängig ihrer Nationalität, sozio-ökonomischer Herkunft oder Religion die Chance, gemeinsam ihre Stärken und Interessen zu erkennen und genug Selbstvertrauen aufzubauen, um ihre Lebensträume umsetzen zu können.
Mittels Fußball, aber auch Schul- und Hausaufgabenhilfe, Berufsorientierung und der Einbindung starker Frauen-Vorbilder werden Werte wie Teamgeist, Empathie, Verantwortungsbewusstsein oder Führungsstärke bei Mädchen und jungen Frauen gefördert. Die  Projektteilnehmerinnen lernen so, respektvoll miteinander umzugehen und an sich selbst zu glauben – ob im Klassenraum oder auf dem Fußballfeld.
Mittlerweile haben die SCORING GIRLS*-Projekte in Berlin und Köln bereits über 150 Mädchen mit verschiedensten Lebensgeschichten aus mehr als 15 Ländern erreicht.
Schirmherrin des Projekts ist die Journalistin und Fernsehmoderatorin Anne Will.
Tekkal betont, dass das Training insbesondere für jesidische Mädchen in irakischen Binnenflüchtlingscamps eine therapeutische Wirkung entfaltet und ihnen erstmals wieder Zuversicht vermittelt. Zugleich kritisiert sie strukturelle Barrieren im deutschen Vereinsfußball, durch die Mädchen aus einkommensarmen Familien oder mit Migrationsgeschichte weiterhin unterrepräsentiert bleiben, und fordert mehr Offenheit der Vereine.

### Bildungsinitiative GermanDream
Darüber hinaus gründete sie 2019 mit ihren Schwestern zusammen die Bildungsinitiative GermanDream, mit der Wertedialoge an hunderten deutschen Schulen veranstaltet werden. Anliegen ist es, jungen Menschen die Werte von Freiheit und Selbstbestimmung zu vermitteln und Extremismus vorzubeugen, insbesondere dem Islamismus und Rechtsextremismus. Zu den Werbebotschaftern, die als positive Vorbilder Integration erleichtern sollen, gehören u. a. die Managerin Janina Kugel, FDP-Chef Christian Lindner, Cem Özdemir, der ehemalige Gesundheitsminister Jens Spahn, der Fußballer Leon Goretzka, die Schauspielerin Jasna Fritzi Bauer und das Model Sara Nuru.
In diesem Rahmen tritt Tekkal selbst auch regelmäßig als Wertebotschafterin mit jungen Menschen in den Dialog über die Werte der Demokratie. Sie konzipiert dafür Formate und Workshops gegen Rassismus, Populismus und Extremismus.
Des Weiteren hielt sie Vorträge bei der Konrad-Adenauer-Stiftung, beim Volkswagen #WeDriveDiversity-Talk, bei der internationalen Woche gegen Rassismus für die Landessportjugend. Tekkal war Testimonial der Corona-Kampagne von Chancen NRW sowie Gesicht der Integrationskampagne #IchDuWirNRW.

## Auszeichnungen und Erfolge
- 2015: Meister 2. Bundesliga Süd 2014/15 und Aufstieg in die Bundesliga mit dem 1. FC Köln
- 2017: Nominierung für den Take Off Award in der Kategorie „Frauenrechte“ für SCORING GIRLS*
- 2017: Sonderpreis Ehrenamtliches Engagement im Sport der Stadt Köln[14]
- 2019: Eine von 50 Frauen der Inspiring 50 in der DACH-Region[15]
- 2019: CIVIS Medienpreis für Integration und kulturelle Vielfalt für SCORING GIRLS*[16]
- 2019: Das Goldene Band[17] für SCORING GIRLS*
- 2020: Julius Hirsch Preis für SCORING GIRLS*[18]
- 2021: Wilhelm Wernicke Preis für SCORING GIRLS*[19]
- 2021: Gender Diversity Award Kategorie: Audience Award[20]
- 2022: Verdienstorden des Landes Nordrhein-Westfalen[21]
- 2024: Elisabeth-Norgall-Preis[22]
- 2024: Bundesverdienstkreuz am Bande[23]